# Шешин, Владимир Иванович
Владимир Иванович Шешин (1863—1912) — крестьянин, учитель, депутат Государственной думы II созыва от Вятской губернии.

## Биография

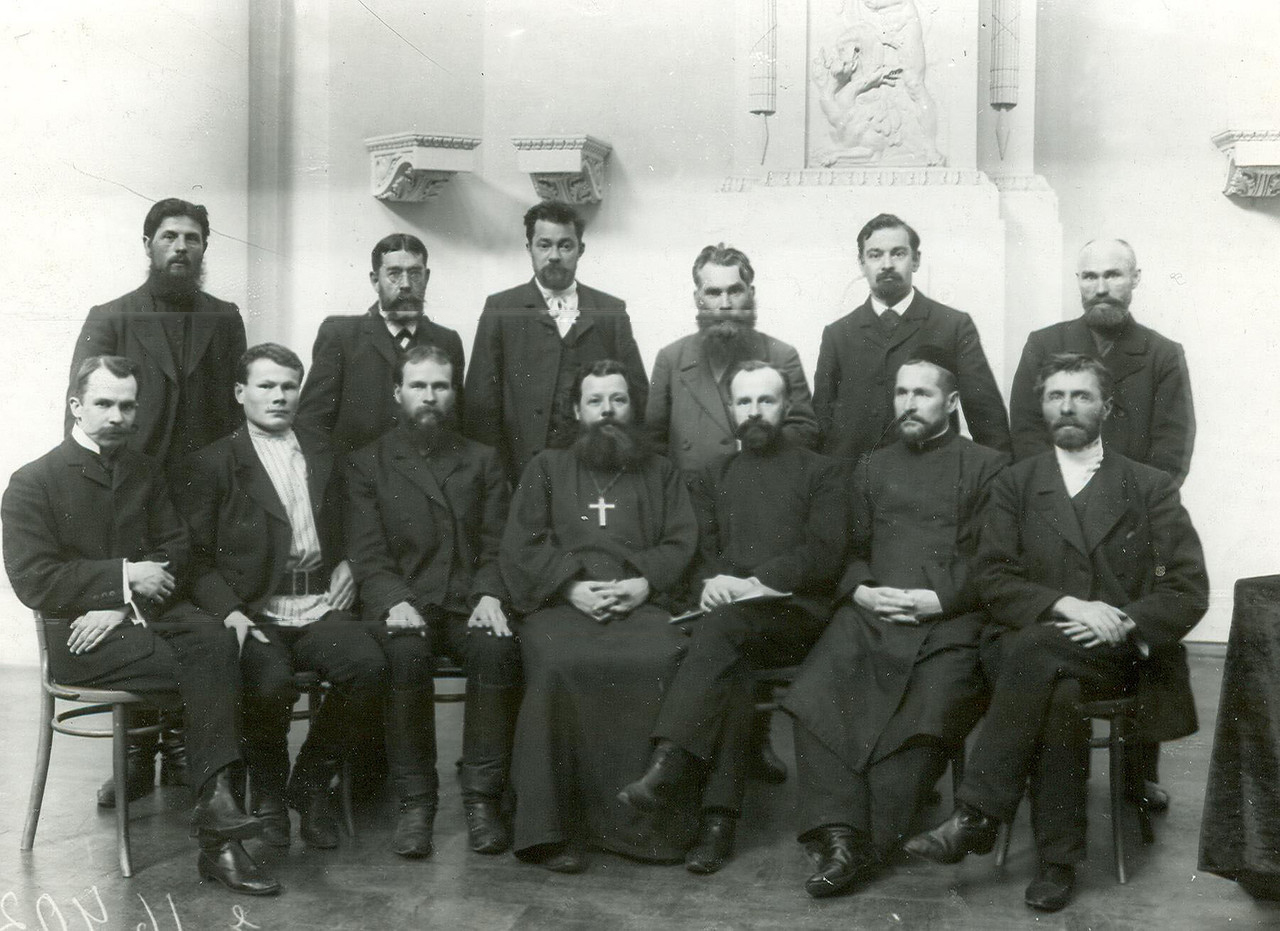
Депутаты II Государственной Думы от Вятской губернии.
Стоят: И. А. Наумов, А. В. Бодров, М. Г. Зайцев, В. А. Вахрушев, Н. В. Алашеев, В. И. Шешин; Сидят: С. Н. Салтыков, Л. А. Ефремов, Я. С. Шабалин, Ф. В. Тихвинский, Д. И. Деларов, Х. А. Масагутов, И. Л. Финеев

Из крестьян деревни Шадричи Орловского уезда Вятской губернии. Образование получил в 2-классном училище. Работал учителем в земском училище. Занимался земледелием.
14 февраля 1907 года был избран в Государственную думу II созыва от общего состава выборщиков Вятского губернского избирательного собрания. Вошёл в состав Трудовой группы и фракции Крестьянского союза. Был членом думской комиссии о неприкосновенности личности и комиссии по народному образованию.
Детали дальнейшей судьбы неизвестны.
Скончался в 1912 году.

### Рекомендуемые источники
- Владимир Ситников. Энциклопедия земли Вятской: ЭЗВ : откуда мы родом?

### Архивы
- Российский государственный исторический архив. Фонд 1278. Опись 1 (2-й созыв). Дело 492; Дело 601. Лист 2.